# 麹伯雅
麴 伯雅（きく はくが、? - 623年、在位602年 - 613年、620年 - 623年）は、高昌国の王。麴乾固の子。
父の麴乾固の死後、即位した。延和と元号を立てた。突厥の圧迫を受けて従った。608年、隋に来朝し、光禄大夫に任ぜられ、弁国公・高昌王に封ぜられた。煬帝の高句麗遠征に従軍した。隋の宇文玉波（北周の宗室の娘）から妻を迎え、華容公主とした。612年、帰国した。613年、政変により王位を失った。620年、復位し、重光と元号を立てた。